# 캐논 EF 익스텐션 튜브
캐논 EF 익스텐션 튜브(Canon EF Extension Tube)는 캐논 EF 렌즈 용 익스텐션 튜브이다. 익스텐션 튜브는 카메라 바디와 주 렌즈 사이에 설치한다. 12 mm, 25 mm 두 가지 모델이 있다. 익스텐션 튜브 안에는 아무런 렌즈가 없다.
버전 II에서는 캐논 EF 렌즈 뿐만 아니라 캐논 EF-S 렌즈도 지원한다. 바디 쪽 마운트 부는 EF 마운트이기 때문에, EF-S 렌즈와 서드 파티 EF 익스텐션 튜브를 함께 사용하는 데 활용될 수 있다.

## 같이 보기
- 캐논 EF 마운트